# Caenoconops rhodesiensis
Caenoconops rhodesiensis är en tvåvingeart som först beskrevs av Enrico Adelelmo Brunetti 1925.  Caenoconops rhodesiensis ingår i släktet Caenoconops och familjen stekelflugor.
Artens utbredningsområde är Zimbabwe. Inga underarter finns listade i Catalogue of Life.